# Avenida 18 de Julio
Die Avenida 18 de Julio ist eine Straße in der uruguayischen Landeshauptstadt Montevideo.

## Lage
Die Avenida 18 de Julio (deutsch Allee des 18. Juli) ist, neben dem Bulevar Artigas und der Rambla, nicht nur eine der wichtigsten Straßen der Stadt, sie bildet vielmehr auch deren zentralen Kern. Einige der wichtigsten und historischsten Gebäude Montevideos haben entlang der Avenida 18 de Julio ebenso ihren Platz, wie mehrere bedeutende Plätze. Durch die zahlreichen in ihr angesiedelten Supermärkte und Geschäfte aller Art, Banken, Restaurants, Galerien und anderen Dienstleister bildet sie die Haupteinkaufsstraße der uruguayischen Metropole. Die etwa drei Kilometer lange Straße führt dabei in West-Ost-Richtung von der Plaza Independencia durch die Barrios Centro und Cordón bis in den Stadtteil Tres Cruces, wo sie auf den in Süd-Nord-Richtung führenden Bulevar Artigas trifft. Gegenüberliegend der dortigen Einmündung in den Bulevar befindet sich der Obelisk von Montevideo. In gerader Linie verlaufend knickt sie lediglich  ungefähr beim Erreichen der Grenze des Barrios Cordón leicht in nördliche Richtung ab.

## Geschichte
Die Avenida 18 de Julio wurde im Zuge der Ausweitung des Stadtkerns über das alte, innerhalb der ehemals bestehenden Stadtmauer befindliche Gebiet der Ciudad Vieja hinaus als zentrale Achse der sogenannten Ciudad Nueva konzipiert. Ursprünglich führte die Straße dabei lediglich bis zum damaligen Camino de Maldonado. Dort fand an der damaligen Médanos (heutige Dr. Javier Barrios Amorin) eine Gabelung in eben jenen Camino de Maldonado und die heutige Avenida Constituyente (damals Estanzuela) statt. Später folgte dann eine Verlängerung der Avenida 18 de Julio bis zum Obelisken, an dem die sogenannte Ciudad Novísima begann. Der Name der Straße geht auf den Tag der Verabschiedung der ersten Verfassung im Rahmen der Unabhängigkeit Uruguays am 18. Juli 1830 zurück, den sogenannten Jura de la Constitución (Verfassungsschwur) am Plaza Matriz.

## Detaillierter Verlauf
Ihren Ausgangspunkt an der Plaza Independencia zwischen Palacio Salvo und Palacio Rinaldi nehmend, verläuft die Avenida 18 de Julio zunächst durch das Barrio Centro. Sie führt vorbei am Jockey Club, dem Auditorio Nelly Goitiño, Salón de Exposición, dem Museo de la Fotografia, dem Palacio Lapido, dem Museo de Arte Contemporáneo, dem Palacio Braceras und dem das Museo del Gaucho y la Moneda beherbergenden Palacio Uriarte de Heber zum vier Häuserblocks entfernten Plaza Fabini. Auf diesem auch Plaza del Entrevero genannten Platz befindet sich das Monumento El Entrevero. Von dem durch die parallel zur 18 de Julio verlaufende Colonia und seitlich durch die Straßen Julio Herrera y Obes und Rio Negro begrenzten Platz zweigt in Nordost-Richtung eine weitere bedeutende Straße Montevideos, die Avenida Libertador ab. An der Südseite der Avenida 18 de Julio gegenüber der Plaza Fabini steht das Edificio Rex mit der Sala Zitarrosa. Im fortschreitenden Verlauf führt die Straße nun immer noch in östlicher Richtung und trifft, zwei weitere Häuserblocks und dabei unter anderem das Edificio del London París passierend, auf die dort gelegene Plaza Cagancha. Einige hundert Meter östlich davon, beispielsweise den Palacio Montero, den Palacio Santos, das Edificio Confitería La Americana, das Diario El Día, Cine Trocadero, Edificio Café Montevideo und Palacio Díaz passierend, knickt die Avenida 18 de Julio beim sich dort erhebenden Palacio Municipal an der Abzweigung der Avenida Constituyente in nordöstliche Richtung ab. Ungefähr an diesem Knick beginnt das Gebiet des Barrios Cordón.
An diesem Punkt ihrer Richtungsänderung hat das Monumento El Gaucho auf der dortigen Plazuela Lorenzo Justiniano Pérez seinen Platz. Während sich nahe der Verlaufsänderung in Sichtweite zur Avenida 18 de Julio das Edificio Santiago de Chile nebst Palacio Santa Lucía sowie die Iglesia Evangélica Metodista befinden, nimmt sie, unter anderem die an ihrer Nordseite errichtete Banco de Crédito, heutzutage Sitz des Uruguayischen Ministeriums für soziale Entwicklung (Ministerio de Desarrollo Social), und sowohl das Edificio Ovalle als auch das Teatro El Galpón tangierend, Kurs auf den vier Häuserblocks von der Gabelung entfernte Plaza de los Treinta y Tres. Vorbeiführend am Edificio del Notariado, an der Nationalbibliothek, der Universidad de la República, dem Instituto Profiláctico de la Sífilis und der Banco Hipotecario del Uruguay endet sie schließlich am Obelisken.

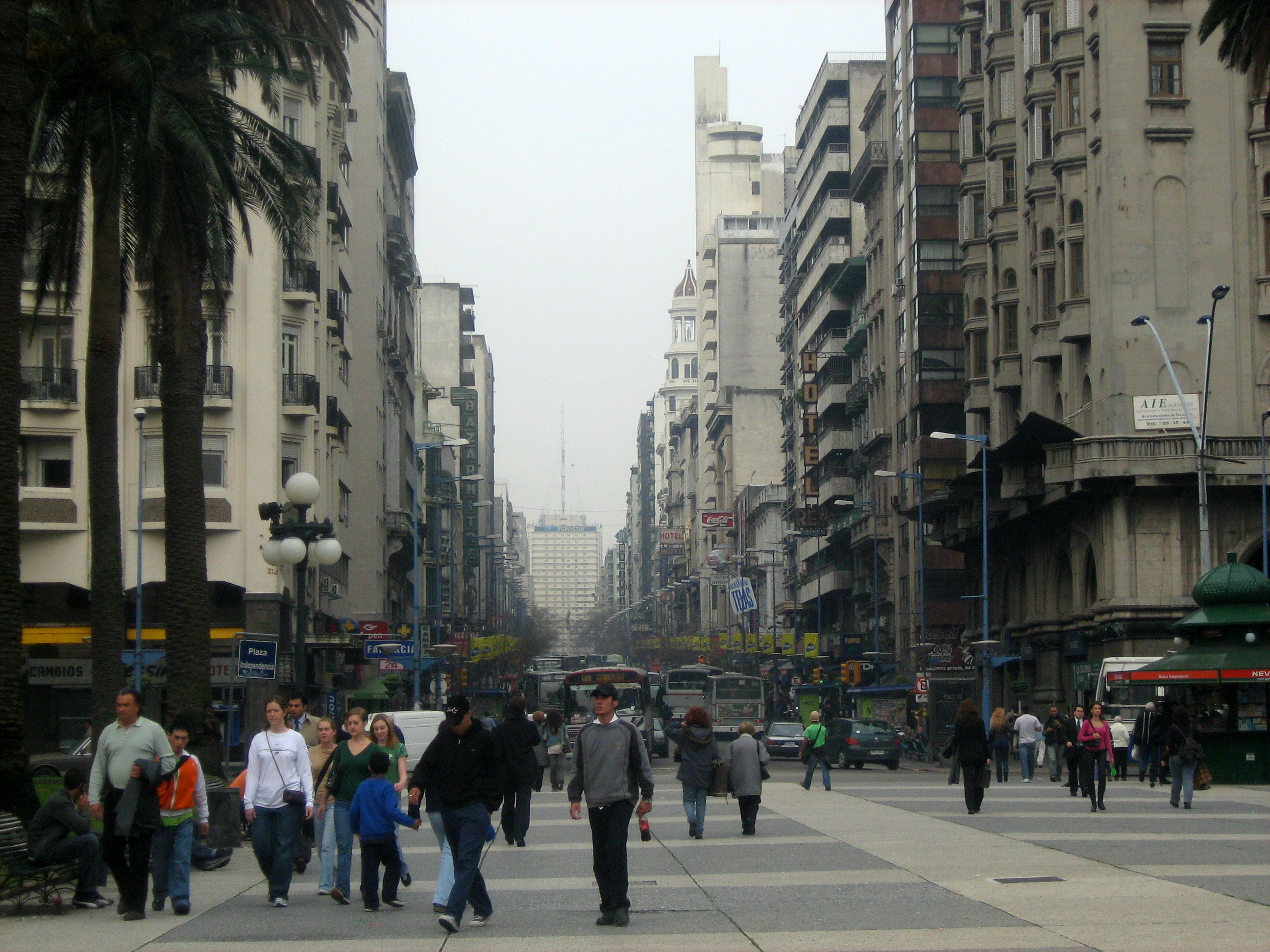
Blick vom Plaza Independencia in die Avenida 18 de Julio
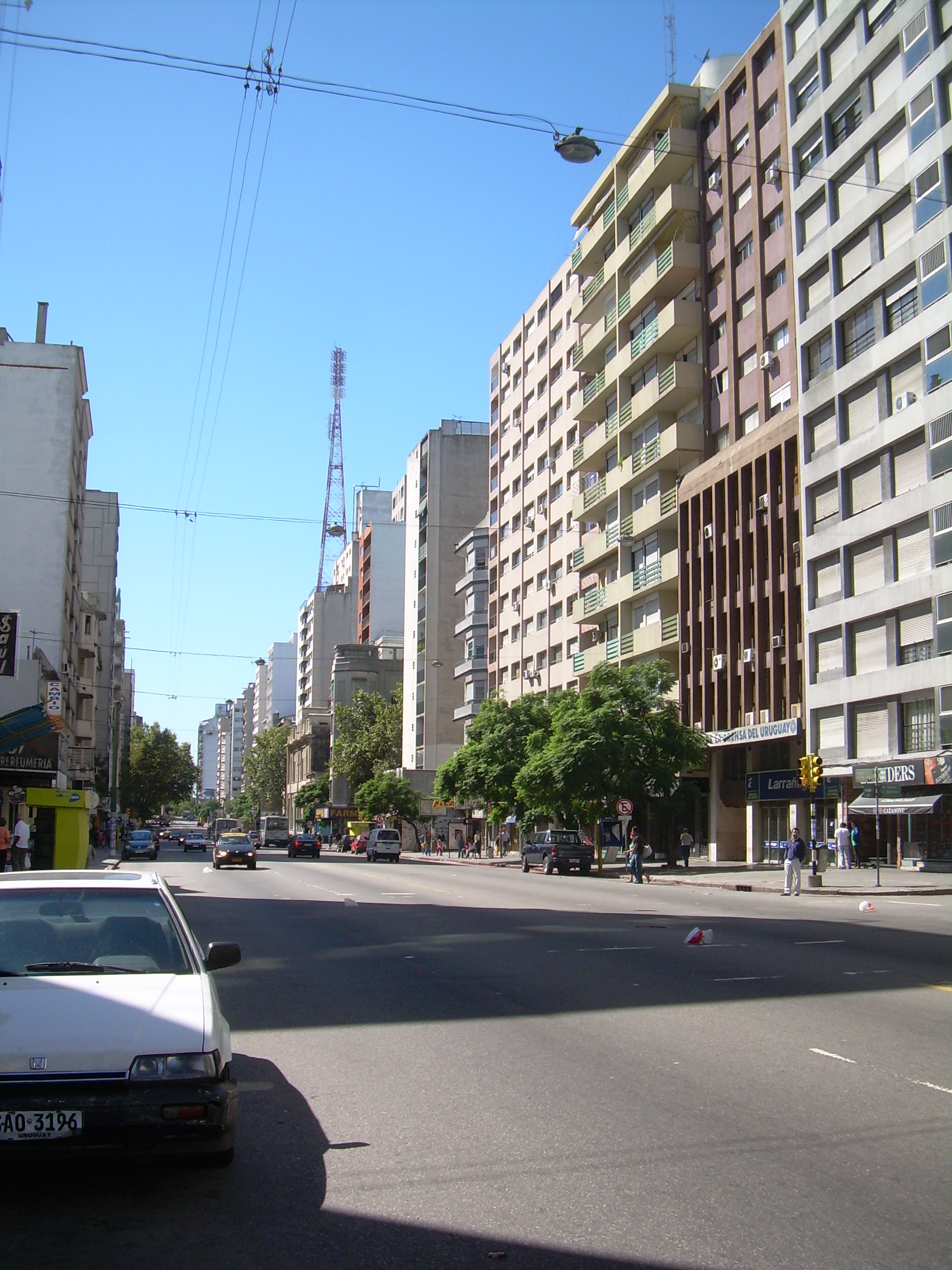
Avenida 18 de Julio
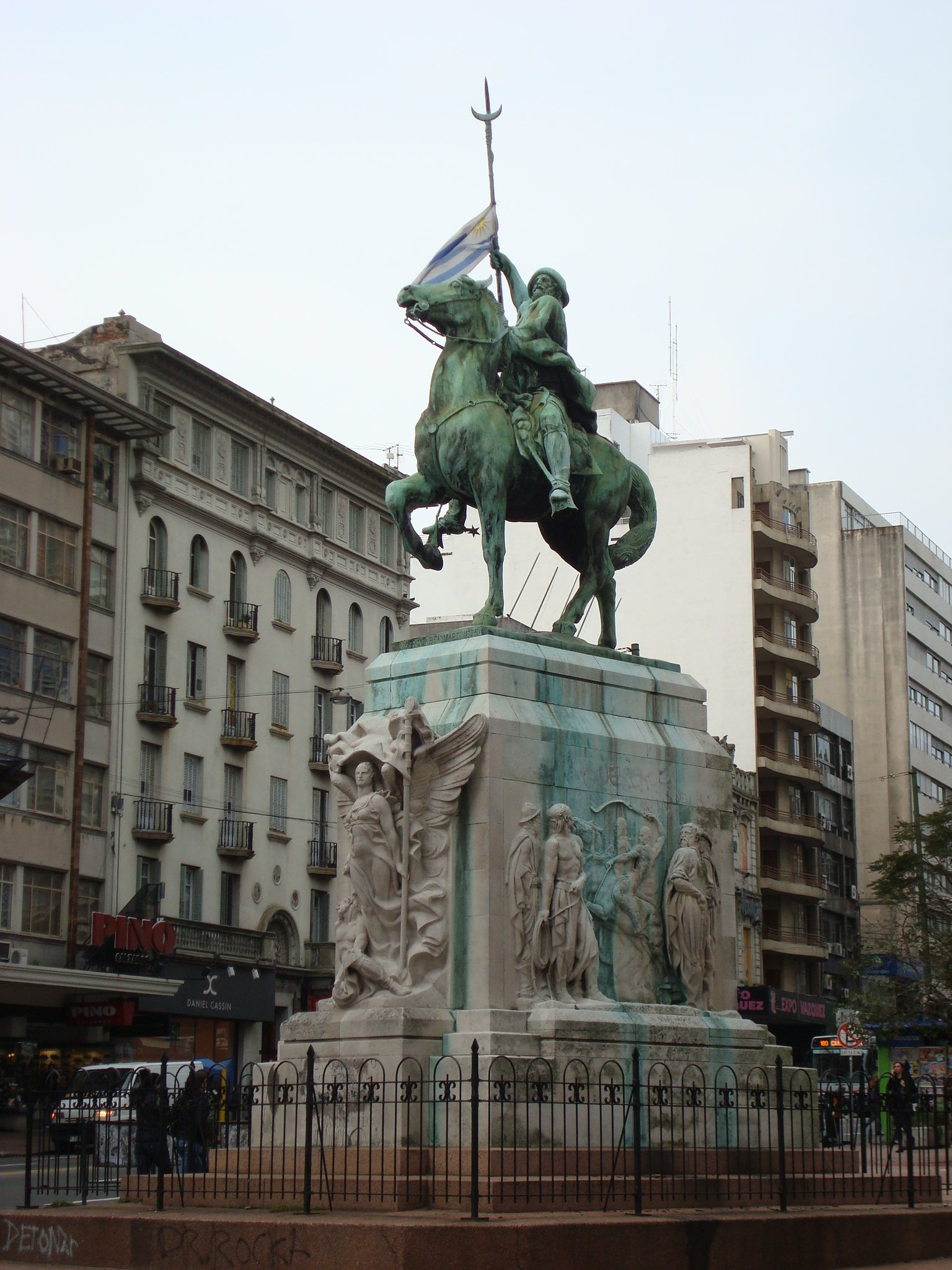
Gaucho-Statue von José Luis Zorrilla de San Martin in der Avenida 18 de Julio